# Metabòlit secundari

L'eritromicina és un exemple de metabòlit secundari.

Els metabòlits secundaris són aquells compostos orgànics sintetitzats per l'organisme que no tenen un rol directe en el creixement o reproducció d'aquest. A diferència del que succeeix amb els metabòlits primaris, l'absència d'algun metabòlit secundari no li impedeix la supervivència, tot i que es veurà afectat per ella, de vegades greument. Sovint són importants per a la defensa de les plantes contra els herbívors i per altres tipus de defensa interespecífica. Els humans els utilitzen com a medicines, condiments o drogues.

## Metabòlits secundaris en microorganismes
En el cas dels microorganismes, els metabòlits secundaris més coneguts són els antibiòtics. A la trofofase (fase de creixement dels microorganismes) no es produeixen metabòlits secundaris. És en la idiofase normalment, quan es produeixen (fase en què el microorganisme no creix, però segueix metabòlicament actiu). Perquè es produeixi el metabòlit secundari, primer cal assegurar unes condicions òptimes durant la trofofase. Com a mecanisme de defensa, la producció de metabòlits secundaris no es produeix immediatament després de la conclusió de la trofofase. Primer, al començament de la idiofase, s'han de fer resistents als seus propis antibiòtics.
No es coneixen bé els factors que disparen la producció de metabòlits secundaris. Se sap que el pas de trofofase a idiofase es produeix quan algun nutrient del medi és limitant. Sol tractar-se de carboni, nitrogen o fósfor. Al faltar alguns d'aquests factors, s'altera la producció de metabòlits primaris i s'originen inductors d'enzims que donaran lloc a metabòlits secundaris.